# Esteban Dreer
Esteban Javier Dreer (ur. 11 listopada 1981 w Godoy Cruz) – ekwadorski piłkarz argentyńskiego pochodzenia występujący na pozycji bramkarza w ekwadorskim klubie Emelec. Znalazł się w kadrze reprezentacji Ekwadoru na Copa América 2015.